# Anita Strandell
Iris Anita Strandell, född 20 januari 1940 i Hudiksvall, är en svensk sångerska.
År 1966 lämnade hon hemstaden Hudiksvall och påbörjade en karriär som vokalist i en dansorkester i Göteborg. Efter några månader blev hon medlem i gruppen Gimmicks, som nådde störst framgångar utomlands, bland annat i Japan och Mexiko. Efter att Gimmicks upplöstes 1976 bildade hon sånggruppen Tre Damer tillsammans med Diana Nuñez och Inger Öst. Trion uppträdde tillsammans med bland andra Jan Malmsjö, Tommy Körberg och Cornelis Vreeswijk.
Tre Damer splittrades 1981 men återkom tio år senare i en ny konstellation. Strandell har varit en flitig tolkare av Vreeswijks sånger och turnerat med showen Cornelis i våra hjärtan. Hon har också gjort flera framträdanden tillsammans med pianisten Elise Einarsdotter och basisten Olle Steinholtz. Hon har även varit frilansande radioproducent för melodiradion i Sveriges Radio.
Anita Strandell gifte sig med Cornelis Vreeswijk 1979. De separerade 1982 men skilsmässan blev klar först 1987. Strandell gifte senare om sig med Christer Svenson (född 1952).

## Diskografi
- Det är jag som är... (1977)
- Om Deirdre (1980)